# Оливейра, Нелсон (футболист)
Не́лсон Миге́л Ка́штру Оливе́йра (порт. Nelson Miguel Castro Oliveira; род. 8 августа 1991, Барселуш, Португалия) — португальский футболист, нападающий клуба «Витория Гимарайнш» и сборной Португалии.

## Карьера
Нелсон Оливейра — воспитанник клуба «Брага». В возрасте 15 лет он перешёл в «Бенфику». Летом 2008 года он дебютировал в основном составе команды в товарищеской встрече с клубом «Эшторил-Прая». Также главный тренер «Бенфики», Кике Санчес Флорес, вызвал его в состав на матч Кубка УЕФА с «Наполи», где он, однако, на поле не вышел. После этого, Оливейра вернулся в молодёжный состав клуба. В январе 2010 года форвард, на правах аренды, перешёл в «Риу Аве», где дебютировал 7 февраля в матче с «Лейшойншем», выйдя на замену за 10 минут до конца встречи. 12 августа того же года Нелсон был арендован другим клубом, «Пасуш де Феррейра». 12 сентября футболист дебютировал в новой команде в игре с «Маритиму» (1:1), а спустя месяц принёс своей команде победу, забив гол прямым ударом со штрафного в матче с «Навалом» (2:1).
В 2011 году форвард вернулся в «Бенфику», дебютировав в официальной игре с «Портимоненсе» на Кубок Португалии. 18 января Оливейра впервые провёл весь матч за «Бенфику» с клубом «Санта-Клара» на Кубок Лиги (2:0). Через месяц форвард забил за клуб первый мяч, поразив ворота «Маритиму» в матче Кубка Лиги. В следующем сезоне Оливейра дебютировал в матче Лиги чемпионов во встрече с «Зенитом», где забил решающий гол, принёсший команде победу в матче со счётом 2:0 и победу по результатам двух встреч — 4:3.

## Международная карьера
В 2011 году в составе молодёжной сборной Португалии Оливейра играл на молодёжном чемпионате мира, где португальцы заняли второе место. Сам Нелсон забил за турнир 4 гола, включая финальный матч, где он отличился на 59 минуте встречи.
29 февраля 2012 года Оливейра дебютировал в первой сборной страны в товарищеском матче с Польшей

## Достижения
- Обладатель Кубка португальской лиги: 2011/12